# Noble Group
Noble Group — одна из крупнейших торговых компаний мира, глобальный поставщик сельхозпродукции, энергоносителей, металлов и промышленного оборудования. Штаб-квартира Noble Group расположена в Гонконге (округ Ваньчай), а более 150 отделений — в 40 странах мира (главные региональные офисы находятся в Сингапуре, Швейцарии, Великобритании, США и Бразилии). 
Noble Group основана в 1986 году. По состоянию на март 2011 года в компании работало 11 тыс. человек, её рыночная стоимость составляла 9,6 млрд. долларов, а продажи — 56,66 млрд. долларов (в 2008 году — 36,1 млрд. долл., в 2007 году — 23,5 млрд. долл.). Noble Group специализируется на поставках сои, масличных, зерна, кофе, какао, сахара, хлопка, шерсти, угля, этанола, железной руды, черных и цветных металлов. Кроме того, компания инвестирует в некоторые производственные, инфраструктурные и транспортные активы, в частности в склады, портовые причалы, контейнерные и топливные терминалы, морские суда, угольные и железорудные шахты, мукомольные и сахарные заводы, предприятия по производству этанола (промышленные активы Noble Group сконцентрированы в Бразилии, Аргентине, Австралии и Индонезии).
Дочерняя компания Noble Agri владеет причалами в Николаевском морском торговом порту, Новоалексеевским элеватором в Херсонской области и торговыми фирмами в Киеве.

## Поглощение
В 2014 году китайская государственная многопрофильная корпорация COFCO Group купила контрольный пакет сельскохозяйственного бизнеса Noble Group, создав совместное предприятие Noble Agri.      